# Ивайло Трифонов
Ивайло Пелов Трифонов е български политик.

## Биография
През 1965 завършва Московския енергетичен институт и започва да чете лекции по обща физика в Софийският университет. През 1989 година става член на Клуба за гласност и демокрация, а от 1990 е член на Координационния съвет на СДС и негов секретар. От 1990 до 1994 е началник на канцеларията на президента Жельо Желев. В периода 1994 – 1995 става заместник министър-председател. Между 1997 и 2001 година е посланик в Югославия. От 2001 е представител на Кремиковци в Белград. Понастоящем е пенсионер.